# Notophthiracarus parasummersi
Notophthiracarus parasummersi är en kvalsterart som beskrevs av Wojciech Niedbała 200. Notophthiracarus parasummersi ingår i släktet Notophthiracarus och familjen Phthiracaridae. Inga underarter finns listade i Catalogue of Life.